# Coda

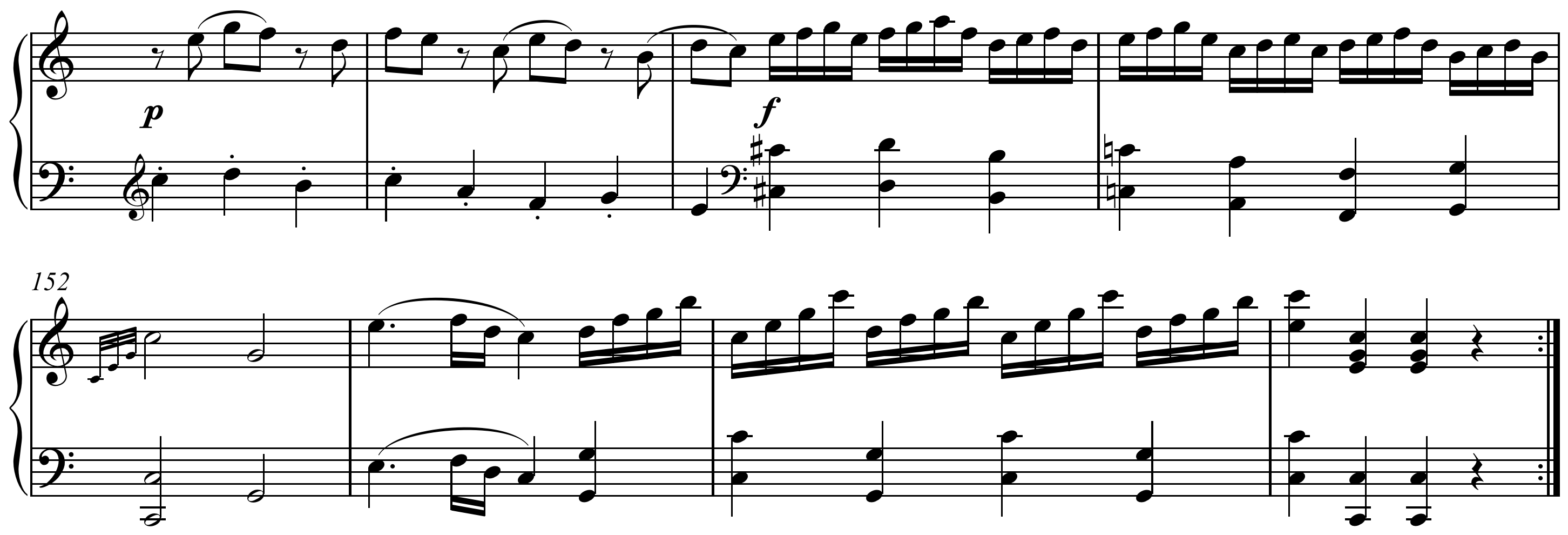
Coda din sonata pentru pian în do minor, nr. 7, K 309 a lui Mozart, I, mm. 148-155.

Coda (din italiană „coadă”) este un termen folosit în muzică, într-un număr de sensuri diferite, în primul rând pentru a desemna un pasaj care arată că o piesă (sau o mișcare) trebuie luată de la capăt. Din punct de vedere tehnic, aceasta este o cadență extinsă.

## Coda, o secțiune a unei mișcări
Prezența unei code, ca element structural într-o mișcare, este deosebit de clară în lucrările scrise, în special în formele muzicale. Codele au fost utilizate în mod obișnuit, atât în forma unei sonate cât și în forma unei mișcări de variație în timpul epocii clasice. Într-o mișcare a formei de sonată, secțiunea de recapitulare va fi, în general, urmată de expoziția în conținutul său tematic. Recapitularea, de multe ori se termină cu un pasaj care sună ca o terminație, paralel cu muzica ce a pus capăt expunerii, astfel, orice parte ce vine după această reziliere, va fi percepută ca material suplimentar, de exemplu o codă.
Unul dintre modurile în care Beethoven a extins și a intensificat practica clasică a fost extinderea codelor, producând o secțiune finală. Pentru un exemplu celebru, vezi "Simfonia nr 8 (Beethoven)".

Semnul codei

## Notația muzicală
În notația muzicală, simbolul codei, care seamănă cu un set de cursor, este utilizat ca un marker de navigare, similar cu semnul „Segno dal”. Acesta este utilizat în cazul în care ieșirea de la o secțiune repetată se află pe acea secțiune, apropiată de sfârșit. De exemplu, acest semn poate fi folosit pentru a oferi un final special pentru versetul final al unui cântec.
Acest simbol (coda) este întâlnit mai ales în muzica modernă, dar și în lucrările compozitorilor clasici, cum ar fi Haydn sau Mozart.

## Cauda
Cauda, rădăcina latină a codei, este folosită în studiul dirijorilor, din secolele 12 și 13. Cauda a fost o melismă lungă pe una din ultimele silabe ale textului, care se repetă în fiecare strofă. Dirijarea, a fost în mod tradițional împărțită în două grupe, „Conductus cum cauda” și „Conductus sine cauda” (în latină: „Dirijare cu caudă”, „Dirijare fără caudă”), bazată pe prezența melismei.

## Codetta
Codetta (din italiană „codă/coadă mică” sau „codiță”) are un scop similar cu al codei, dar pe o scară mai mică. O codetta tipică încheie expunerea și recapitularea secțiunilor unei lucrări în formă de sonată, după a doua temă (modulată), sau după tema de închidere (dacă există). Astfel, în specificații, aceasta apare de obicei în cheia secundară, dar în recapitulare, în cheia primară. De obicei codetta se încheie cu o cadență perfectă în tasta corespunzătoare, confirmând tonalitatea. Dacă expunerea se repetă, codetta există, dar uneori are un final ușor de modificat.
Codetta este o particulă melodico-ritmică facultativă de legătură între temă și răspuns, respectiv între temă și contrapunctul sau contrasubiectul răspunsului. În ce privește raportul tonal al codettei cu tema și răspunsul, se disting trei situații diferite: a.) codetta nemodulantă  - care nu anticipă sfera tonalității dominantei înainte de începerea răspunsului; b.) codetta modulantă – care pregătește intrarea răspunsului în tonalitatea dominantei; c.) codetta  remodulantă – în mod paradoxal apare în cazul temelor modulante.

## Coda în muzica populară
Multe melodii din genul muzical rock și alte genuri de muzică populară au secțiuni identificate cu codă. O codă, în aceste genuri, este uneori menționată ca outro.

## Vezi și

Dal Segno

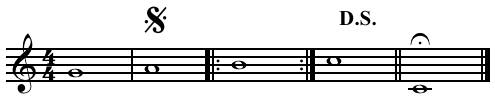
Folosirea lui Dal Segno

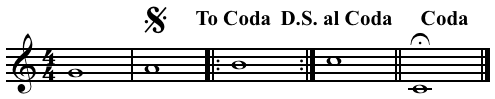
Codă și Dal Segno

- Dal Segno

- Semn de repetiție
- Epilog
- Da Capo al Fine